# Салехбар
Салехбар (перс. صالحبر) — село в Ірані, у дегестані Агандан, в Центральному бахші, шагрестані Ляхіджан остану Ґілян. За даними перепису 2006 року, його населення становило 76 осіб, що проживали у складі 20 сімей.